# José Marín (compositor)
José Marín (1618 – Madrid, 8 de marzo de 1699) fue un compositor y cantante español del Barroco.

## Biografía
Cantó como tenor en la capilla real de Felipe IV desde diciembre de 1644 a junio de 1649. Después de viajar a Roma para ordenarse y a las Indias, volvió a España en 1654. Fue cantante en el Real Monasterio de la Encarnación en Madrid. Compuso el llamado Cancionero de Marín, constituido por 51 tonos humanos basados en temas populares. Su vida fue muy turbulenta, pues estuvo implicado en actos delictivos de robo y homicidio. Se sabe que fue detenido junto a Juan Bautista Diamante (1625-1687), bien conocido dramaturgo de la época. Marín y Diamante fueron torturados, y al músico le pusieron pesados grilletes en la cárcel, siendo condenado a diversas penas, secularizado y desterrado por diez años.
Algunos textos de la época son clarificadores de la situación del músico.
- 28 de junio de 1656. "Ya están presos los que hicieron el hurto de Juan Aponte. Son tres capitanes de caballos: dos clérigos: el uno se llama Jusepe Marín, músico de la Encarnación, el mejor que haya en Madrid, el que mató a D. Tomás de Labaña y se fue a Roma, donde se ordenó".
- 20 de septiembre de 1656. "Dieron tormento á Marín, músico de la Encarnación; sufrió cuatro vueltas y dos garrotes en los muslos, y tuvo tieso".
- 27 de septiembre de 1656. "Sentenciaron a Marin, el músico, en suspensión de orden y destierro por diez años, y si lo quebrantare, á un castillo cerrado de África, donde vaya a entretener y enseñar á cantar á la mora Arlaja".
- 27 de diciembre de 1656. "A todos los presos del hurto de Aponte, condenados en diferentes penas de galeras, presidios y dinero, les han soltado libremente, y á Marín le tienen en una torre de la cárcel de corte, en el chapitel, en lo más estrecho, que apenas cabe un hombre, con unos grillos de 40 libras y una cadena de cuatro arrobas, enjaulado como pájaro, para que con la dulce voz que tiene pueda entretenerse cantando".[2]

Posteriormente se arrepintió de su vida aventurera, siéndole restituidas las licencias eclesiásticas. Se dice que a partir de entonces fue un hombre de vida ejemplar hasta su muerte.
Cuando Marín fallece, la Gaceta de Madrid del 17 de marzo de 1699 publica: "Murió Don Joseph Marin, de edad de ochenta años, conocido dentro y fuera de España por su rara habilidad en la composición y execución de la música."

## Obra
La obra de José Marín se encuentra dispersa en numerosas fuentes manuscritas pero la colección más importante es la que se conoce como "Libro de tonos de José Marín" o "Cancionero de Cambridge", que se conserva en el Fitzwilliam Musuem de Cambridge: GB-Cfm Mus MS. 727 y contiene 51 tonos humanos para voz y acompañamiento de guitarra de cinco órdenes escrito en tablatura. En una época en la que la escritura para guitarra barroca utiliza el "estilo rasgueado" -solo o combinado con el "estilo punteado"-,  Marín prescinde de él, acercándose más a la textura de la música para laúd. Una característica que podemos encontrar también en la obra de Francisco Guerau o de Carlo Calvi.